# University of California, Santa Barbara Men's Volleyball 2013
Questa voce raccoglie le informazioni riguardanti la University of California, Santa Barbara Men's Volleyball nella stagione 2013.

## Stagione
La stagione 2013 è la quinta per Rick McLaughlin alla guida dei Gauchos. Il suo staff è composto da Tyson Norton e Cullen Irons, entrambi ne ruolo di assistenti allenatori. La rosa della squadra resta grosso modo identica alla passata stagione, con tre giocatori in uscita e quattro in entrata.
La stagione regolare si apre con la sconfitta interna per 3-2 contro la University of California, Los Angeles, seguita da altre tre gare casalinghe, nelle quali arrivano tre sono vittorie per 3-0. Nei restanti sei incontri del mese di gennaio i Gauchos collezionano solo sconfitte, per poi tornare al successo contro la University of California, San Diego e la California Baptist University, prima di inanellare altre quattro sconfitte consecutive. Nelle ultime due gare di febbraio arrivano due successi esterni contro la University of Southern California e la University of California, Los Angeles, per poi iniziare il mese di marzo perdendo in casa della California State University, Long Beach; a questa sconfitta segue il miglior momento della stagione dei Gauchos, capaci di infilare una serie di sette successi consecutivi, prima di concludere la regular season con tre sconfitte ed una vittoria nelle ultime quattro gare.
Grazie alla ineleggibilità della California Baptist University, sesta classificata della stagione regolare, alla partecipazione al torneo di conference, i Guachos scalano una posizione in classifica, passando da testa di serie numero 8 a testa di serie numero 7, frutto di quattordici vittorie e sedici sconfitte. La corsa della squadra però si interrompe già ai quarti di finale, con la sconfitta al tie-break contro la University of California, Irvine, testa di serie numero 2.
Gli unici Gauchos che si distinguono raccogliendo qualche riconoscimento individuale in questa stagione sono Dylan Davis e Jonah Seif, anche se entrambi vengono premiati solo a livello di conference.

## Organigramma societario
Area direttiva
- Presidente: Gary Cunningham

Area tecnica
- Allenatore: Rick McLaughlin
- Assistente allenatore: Tyson Norton, Cullen Irons

## Rosa
| N° | Nome            | Ruolo | Data di nascita   | Nazionalità sportiva | Anno      |
| -- | --------------- | ----- | ----------------- | -------------------- | --------- |
| 2  | Grant Goswiller | L     | 2 ottobre 1990    | Stati Uniti          | Junior    |
| 4  | Andrew Kocur    | P     | 31 luglio 1994    | Stati Uniti          | Freshman  |
| 5  | Chris Hartig    | S/O   | 15 febbraio 1992  | Stati Uniti          | Sophomore |
| 6  | Spencer Buckley | S     | 28 aprile 1993    | Stati Uniti          | Freshman  |
| 7  | Austin Kingi    | S     | 17 agosto 1993    | Stati Uniti          | Sophomore |
| 8  | Weston Nielsen  | S     | 2 settembre 1992  | Stati Uniti          | Sophomore |
| 9  | Ryan Thompson   | C     | 15 ottobre 1990   | Stati Uniti          | Junior    |
| 10 | Chad Kingi      | L     | 30 giugno 1991    | Stati Uniti          | Junior    |
| 11 | Miles Evans     | S     | 12 novembre 1989  | Stati Uniti          | Senior    |
| 12 | Jake Staahl     | C     | 28 febbraio 1992  | Stati Uniti          | Sophomore |
| 13 | Dylan Davis     | C     | 6 aprile 1991     | Stati Uniti          | Senior    |
| 15 | Kevin Donohue   | S     | 27 novembre 1991  | Stati Uniti          | Sophomore |
| 17 | Matt Marsh      | S/O   | -                 | Stati Uniti          | Sophomore |
| 18 | Parker Boehle   | L     | 17 agosto 1994    | Stati Uniti          | Freshman  |
| 20 | Ryan Hardy      | C     | 7 gennaio 1993    | Stati Uniti          | Freshman  |
| 21 | Jacob Delson    | S     | 25 settembre 1994 | Stati Uniti          | Freshman  |
| 22 | Jonah Seif      | P     | 30 ottobre 1994   | Stati Uniti          | Freshman  |
| 24 | Evan Licht      | C     | 31 agosto 1990    | Stati Uniti          | Junior    |
| 25 | Matt Silver     | S     | 12 giugno 1991    | Stati Uniti          | Senior    |

## Mercato
| Acquisti | Acquisti      | Acquisti         | Acquisti   |
| R.       | Nome          | da               | Modalità   |
| -------- | ------------- | ---------------- | ---------- |
| P        | Andrew Kocur  | St. Michaels CS  | definitivo |
| L        | Parker Boehle | Loyola HS        | definitivo |
| S        | Jacob Delson  | Westlake HS      | definitivo |
| P        | Jonah Seif    | Thousand Oaks HS | definitivo |

| Cessioni | Cessioni          | Cessioni | Cessioni |
| R.       | Nome              | a        | Modalità |
| -------- | ----------------- | -------- | -------- |
| P        | Oliver Deutschman | -        | ritirato |
| P        | Bryce Miller      | -        | ritirato |
| S        | Blaine Nielsen    | -        | ritirato |

## Risultati

### Division I NCAA

#### Regular season

##### Girone
| 4 gennaio 2013 Robertson Gymnasium, Santa Barbara            | UC Santa Barbara    | 2 - 3 | UC Los Angeles      | 27-25, 25-21, 22-25, 14-25, 13-15 |
| 4 gennaio 2013 Robertson Gymnasium, Santa Barbara            | UC Santa Barbara    | 3 - 0 | Lewis               | 25-15, 25-19, 25-19               |
| 5 gennaio 2013 Robertson Gymnasium, Santa Barbara            | UC Santa Barbara    | 3 - 0 | Loyola Chicago      | 25-21, 25-17, 25-20               |
| 9 gennaio 2013 Robertson Gymnasium, Santa Barbara            | UC Santa Barbara    | 3 - 0 | CSU Long Beach      | 25-17, 25-21, 25-22               |
| 11 gennaio 2013 The Matadome, Los Angeles                    | CSU Northridge      | 3 - 2 | UC Santa Barbara    | 25-16, 15-25, 25-20, 21-25, 13-15 |
| 18 gennaio 2013 Robertson Gymnasium, Santa Barbara           | UC Santa Barbara    | 1 - 3 | UC Los Angeles      | 25-21, 17-25, 17-25, 19-25        |
| 25 gennaio 2013 Alex G. Spanos Center, Stockton              | Pacific             | 3 - 2 | UC Santa Barbara    | 26-28, 25-20, 21-25, 25-23, 15-12 |
| 26 gennaio 2013 Maples Pavilion, Stanford                    | Stanford            | 3 - 0 | UC Santa Barbara    | 25-19, 25-17, 25-22               |
| 29 gennaio 2013 Robertson Gymnasium, Santa Barbara           | UC Santa Barbara    | 1 - 3 | Princeton           | 27-29, 20-25, 25-22, 23-25        |
| 30 gennaio 2013 Robertson Gymnasium, Santa Barbara           | UC Santa Barbara    | 0 - 3 | UC Irvine           | 23-25, 25-27, 26-28               |
| 1 febbraio 2013 Robertson Gymnasium, Santa Barbara           | UC Santa Barbara    | 3 - 1 | UC San Diego        | 28-26, 23-25, 27-25, 25-19        |
| 5 febbraio 2013 Robertson Gymnasium, Santa Barbara           | UC Santa Barbara    | 3 - 2 | California Baptist  | 25-20, 20-25, 25-19, 19-25, 15-11 |
| 7 febbraio 2013 Smith Fieldhouse, Provo                      | Brigham Young       | 3 - 2 | UC Santa Barbara    | 21-25, 25-18, 25-13, 25-27, 15-9  |
| 14 febbraio 2013 Bren Center, Irvine                         | UC Irvine           | 3 - 1 | UC Santa Barbara    | 20-25, 25-19, 25-21, 25-22        |
| 15 febbraio 2013 RIMAC Arena, La Jolla                       | UC San Diego        | 3 - 0 | UC Santa Barbara    | 25-20, 25-17, 25-20               |
| 19 febbraio 2013 Firestone Fieldhouse, Malibù                | Pepperdine          | 3 - 0 | UC Santa Barbara    | 25-17, 25-22, 25-20               |
| 21 febbraio 2013 Galen Center, Los Angeles                   | Southern California | 1 - 3 | UC Santa Barbara    | 16-25, 28-30, 25-21, 21-25        |
| 27 febbraio 2013 Wooden Center, Los Angeles                  | UC Los Angeles      | 1 - 3 | UC Santa Barbara    | 19-25, 25-22, 23-25, 19-25        |
| 1 marzo 2013 Walter Pyramid, Long Beach                      | CSU Long Beach      | 3 - 0 | UC Santa Barbara    | 25-23, 25-20, 25-22               |
| 8 marzo 2013 Robertson Gymnasium, Santa Barbara              | UC Santa Barbara    | 3 - 0 | Stanford            | 25-18, 25-19, 25-19               |
| 9 marzo 2013 Robertson Gymnasium, Santa Barbara              | UC Santa Barbara    | 3 - 0 | Pacific             | 25-21, 25-16, 26-24               |
| 13 marzo 2013 Robertson Gymnasium, Santa Barbara             | UC Santa Barbara    | 3 - 1 | CSU Northridge      | 25-22, 25-21, 24-26, 25-15        |
| 15 marzo 2013 UC Santa Barbara Events Center, Santa Barbara  | UC Santa Barbara    | 3 - 0 | Harvard             | 25-16, 25-15, 25-22               |
| 26 marzo 2013 UC Santa Barbara Events Center, Santa Barbara  | UC Santa Barbara    | 3 - 0 | Concordia Irvine    | 25-21, 25-23, 25-16               |
| 29 marzo 2013 Stan Sheriff Center, Honolulu                  | Hawaii              | 1 - 3 | UC Santa Barbara    | 23-25, 21-25, 25-18, 22-25        |
| 30 marzo 2013 Stan Sheriff Center, Honolulu                  | Hawaii              | 0 - 3 | UC Santa Barbara    | 19-25, 20-25, 21-25               |
| 3 aprile 2013 Van Dyne Gym, Riverside                        | California Baptist  | 3 - 0 | UC Santa Barbara    | 25-20, 26-24, 25-19               |
| 5 aprile 2013 UC Santa Barbara Events Center, Santa Barbara  | UC Santa Barbara    | 2 - 3 | Brigham Young       | 25-20, 20-25, 25-18, 21-25, 13-15 |
| 10 aprile 2013 UC Santa Barbara Events Center, Santa Barbara | UC Santa Barbara    | 3 - 1 | Southern California | 25-23, 25-19, 21-25, 25-17        |
| 12 aprile 2013 Robertson Gymnasium, Santa Barbara            | UC Santa Barbara    | 1 - 3 | Pepperdine          | 25-20, 21-25, 21-25, 23-25        |

##### Torneo MPSF
| 20 aprile 2013 - Quarti di finale Bren Center, Irvine | UC Irvine #2 | 3 - 2 | UC Santa Barbara #7 | 26-24, 22-25, 20-25, 25-19, 15-10 |

## Statistiche

### Statistiche di squadra
| Competizione    | Punti | In casa | In casa | In casa | In trasferta | In trasferta | In trasferta | Campo neutro | Campo neutro | Campo neutro | Totale | Totale | Totale |
| Competizione    | Punti | G       | V       | P       | G            | V            | P            | G            | V            | P            | G      | V      | P      |
| --------------- | ----- | ------- | ------- | ------- | ------------ | ------------ | ------------ | ------------ | ------------ | ------------ | ------ | ------ | ------ |
| NCAA Division I | .434  | 16      | 10      | 6       | 15           | 4            | 11           | 0            | 0            | 0            | 31     | 14     | 17     |
| Totale          | .434  | 16      | 10      | 6       | 15           | 4            | 11           | 0            | 0            | 0            | 31     | 14     | 17     |

G = partite giocate; V = partite vinte; P = partite perse

### Statistiche dei giocatori
| Giocatore    | Division I NCAA | Division I NCAA | Division I NCAA | Division I NCAA | Division I NCAA | Totale | Totale | Totale | Totale | Totale |
| Giocatore    | P               | PT              | AV              | MV              | BV              | P      | PT     | AV     | MV     | BV     |
| ------------ | --------------- | --------------- | --------------- | --------------- | --------------- | ------ | ------ | ------ | ------ | ------ |
| P. Boehle    | -               | -               | -               | -               | -               | -      | -      | -      | -      | -      |
| S. Buckley   | 2               | 0               | 0               | 0               | 0               | 2      | 0      | 0      | 0      | 0      |
| D. Davis     | 31              | 322,5           | 216             | 88,5            | 18              | 31     | 322,5  | 216    | 88,5   | 18     |
| J. Delson    | -               | -               | -               | -               | -               | -      | -      | -      | -      | -      |
| K. Donohue   | 15              | 117,5           | 84              | 31,5            | 2               | 15     | 117,5  | 84     | 31,5   | 2      |
| M. Evans     | 22              | 217,5           | 189             | 20,5            | 8               | 22     | 217,5  | 189    | 20,5   | 8      |
| G. Goswiller | 17              | 40              | 36              | 1               | 3               | 17     | 40     | 36     | 1      | 3      |
| R. Hardy     | 7               | 36              | 32              | 3               | 1               | 7      | 36     | 32     | 3      | 1      |
| C. Hartig    | -               | -               | -               | -               | -               | -      | -      | -      | -      | -      |
| A. Kingi     | 30              | 265             | 224             | 21              | 20              | 30     | 265    | 224    | 21     | 20     |
| C. Kingi     | 31              | 1               | 1               | 0               | 0               | 31     | 1      | 1      | 0      | 0      |
| A. Kocur     | 11              | 15              | 8               | 5               | 2               | 11     | 15     | 8      | 5      | 2      |
| E. Licht     | 28              | 294             | 246             | 20              | 28              | 28     | 294    | 246    | 20     | 28     |
| M. Marsh     | 18              | 210,5           | 184             | 12,5            | 14              | 18     | 210,5  | 184    | 12,5   | 14     |
| W. Nielsen   | 11              | 61              | 56              | 5               | 0               | 11     | 61     | 56     | 5      | 0      |
| J. Seif      | 29              | 87              | 24              | 43              | 20              | 29     | 87     | 24     | 43     | 20     |
| M. Silver    | 7               | 1               | 0               | 0               | 1               | 7      | 1      | 0      | 0      | 1      |
| J. Staahl    | 25              | 181,5           | 115             | 54,5            | 12              | 25     | 181,5  | 115    | 54,5   | 12     |
| R. Thompson  | 10              | 28,5            | 21              | 7,5             | 0               | 10     | 28,5   | 21     | 7,5    | 0      |

P = presenze; PT = punti totali; AV = attacchi vincenti; MV = muri vincenti; BV = battute vincenti

NB: I muri singoli valgono una unità di punto, mentre i muri doppi e tripli valgono mezza unità di punto; anche i giocatori nel ruolo di libero sono impegnati al servizio